# Escuela francesa de órgano
En historia de la música, normalmente se entiende por escuela francesa de órgano la corriente de las músicas hechas con este instrumento y para él emprendida y seguida por músicos y compositores que vivieron en la Francia de los siglos XVI, XVII y XVIII. No obstante, en un sentido lato, se puede extender el concepto a muchas de las creaciones organísticas francesas posteriores.
Los orígenes de la escuela francesa de órgano se remontan al Renacimiento: a las publicaciones que hizo Pierre Attaingnant desde 1547 hasta 1557.
Más adelante, tras las de sus transcripciones y sus danseries, de Eustache du Caurroy (1549 - 1609) se llevaría a cabo en 1610 la publicación de sus 42 Fantasías instrumentales a 3, 4, 5 y 6 partes (Fantaisies instrumentales à III, IIII, V et VI parties), inaugurándose así una tradición polifónica que sería continuada por Jehan Titelouze (1563 - 1633) y por Charles Guillet (finales del siglo XVI - 1654). Titelouze, cuya música era estrictamente polifónica, es considerado el fundador de esta escuela organística, que iría desarrollando su música hasta alcanzar un estilo compositivo de abundante ornamentación y con rasgos peculiares que harían pleno uso de las características del órgano clásico francés.
Algo más tarde, la influencia del laúd y de los aires cortesanos (airs de cour) conformarían el estilo de Louis Couperin (1626 - 1661) y el de Guillaume-Gabriel Nivers (1632 - 1714), que definirían con precisión los rasgos propios de la escuela: Nivers fijaría en sus tratados las líneas maestras, los estilos y las formas, y las pondría en práctica en sus composiciones; Louis Couperin experimentaría con la estructura, con las líneas melódicas y con soluciones compositivas y de registración, y ampliaría las formas polifónicas tradicionales.
En la misma época, la publicación en 1676, 1678 y 1685 de los tres Libros de órgano (Livres d’orgue) de Nicolas Lebègue confirmó la gran tradición francesa que daba preferencia a la melodía ante la polifonía y hacía abundante uso de los timbres característicos del órgano clásico francés.

## Una de las tradiciones europeas de mayor prestigio
La escuela francesa de órgano tuvo su apogeo en los siglos XVII y XVIII. También es entonces cuando, en el campo de la organería, alcanzó su perfección la «factura clásica francesa», con organeros como Dom Bédos de Celles (François Lamathe Bedos de Celles de Salelles), los de la familia Clicquot y los de la familia Lefebvre.
Fueron muchísimos los músicos de Francia que elaboraron composiciones para órgano. Aunque no hubo quien dejase escrito un conjunto de obras personales comparable con los elaborados en Alemania por Buxtehude y por Bach, ni aun teniendo en cuenta las obras perdidas, sí que dio lugar la labor colectiva de los organistas franceses a un material musical abundante y de calidad.
En su mayoría, los organistas dedicaban más tiempo a la improvisación a partir de los motivos del canto llano que a escribir obras para la posteridad. No se consideraba el órgano como un vehículo para la exhibición de las habilidades instrumentales, sino que su función, de carácter litúrgico, consistía en el diálogo con el chantre y en la suplencia de su voz para darle descanso. Más tarde se emplearía también el órgano para acompañar los motetes, composiciones desligadas de la liturgia. En la Francia del siglo XVII, aun en los casos de los más dotados compositores entre los organistas titulares, como eran François Couperin y Louis Marchand, fueron pocas las obras para órgano que se dejaron escritas. Con respecto a la Francia del siglo XVIII, ninguna se conoce de Rameau, que fue organista durante décadas.
Estos artistas se establecían en París o en las ciudades grandes más cercanas, como Ruan, Reims, Chartres, Laon y Beauvais, cuyas catedrales contaban con órganos de prestigio.
Era frecuente que el principio de la carrera de estos organistas estuviera señalado con la publicación de un « primer libro» destinado a dar cuenta de su dominio de la materia, y que tuvieran ellos la intención de que sucedieran a este libro otras obras compuestas en los 8 tonos eclesiásticos. Pero muchos de ellos desistían antes de haber llevado a cabo ese proyecto. Cierto es que, en general, estos músicos tenían otros cargos, tal vez más gratificantes, junto al rey y a los grandes de la corte. Pudo ser esa una de las razones de que sean pocos los organistas franceses cuya obra escrita fuera tan abundante como las de sus colegas contemporáneos del norte de Alemania.
Anteriormente, era costumbre asignar el cargo de organista de la capilla real a una sola persona. Se cambió esta práctica por la de la elección de cuatro por concurso entre los más dotados, y el propio rey designó a quienes ocuparían la plaza alternándose de manera trimestral. Los elegidos fueron Nicolas Lebègue (1631 - 1702), Guillaume-Gabriel Nivers (ca. 1632 - 1714), Jacques Thomelin (1640 - 1693) y Jean-Baptiste Buterne (1650 - 1727).
Algunas de las obras francesas importantes de esa época que nos han llegado son el Gran diálogo del 5.º tono (Grand Dialogue du 5e ton) de Louis Marchand (1696), el Ofertorio con los juegos grandes (Offertoire sur les Grands Jeux) de François Couperin, que forma parte de la Misa de las parroquias (Messe à l'usage des paroisses), de 1690, y el ofertorio del mismo título de Nicolas de Grigny (1699).
Por entonces, el estilo basado en una polifonía culta de origen medieval y renacentista se fue convirtiendo en otro cada vez más concertante. La prevalencia de ese último estilo sería la señal de una precipitada decadencia que se prolongaría hasta la segunda mitad del siglo XIX.

## Indicaciones referentes a la altura del sonido
Para coincidir con las tesituras de las voces humanas, se consideraba el teclado dividido en zonas que se correspondían con ellas en altura de sonido. La primera octava correspondía al bajo (basse); la segunda, a la taille (lo que llamamos hoy barítono o tenor-bajo); y el resto del teclado, llamado agudo (dessus), se dividía a su vez en primer agudo (premier dessus), que se correspondía con el contralto, y segundo agudo (deuxième dessus), que se correspondía con el soprano. Estas divisiones eran fluctuantes, y cambiaban sus límites y se solapaban entre ellas según los requerimientos de la pieza o del pasaje en cuestión. No obstante, en el órgano francés, la divisoria entre el bajo y el agudo está fijada entre el si 2 y el do 3, por ser esta última nota la más grave del registro de corneta.
A pesar de que taille designase el barítono o tenor-bajo, o bien el tenor, la expresión en taille indicaba la mayor parte de las veces el contralto.
Ocasionalmente, se empleaba la designación haute-contre (o haulte-contre) para indicar el tenor agudo.
Unas designaciones y otras se empleaban para indicar la posición correspondiente al registro de solo o al canto de un pasaje de carácter coral. Por ejemplo, si el título reza «Kyrie en basse», significa que el propio canto ha de ser ejecutado por el bajo.

## Registraciones
Una característica de la escuela francesa es la atención especial que se prestaba en ella a la registración: a menudo, los compositores la indicaban con toda precisión, como es el caso del número Diálogo de las trompetas, el clarión y las tercias del gran órgano con el bordón de nasardillo del positivo (Dialogue sur les trompettes, clairon et tierces du grand clavier et le bourdon avec le larigot du positif), de la Misa de las parroquias (Messe à l'usage des paroisses) de François Couperin.
Este rasgo distintivo resalta en una época en la que se prestaba bien poca atención al timbre de los instrumentos y en la que muchos músicos escribían partituras en las que indicaban que podían interpretarse indistintamente « con el violín, con la flauta, con el oboe, con la viola, etc.» El célebre violagambista Marin Marais indicaba que sus obras podían tocarse « con el órgano, con el clavecín, con el violín, con el bajo de viola, con la tiorba, con la guitarra, con la flauta travesera, con la flauta de pico y con el oboe». Mas no hay que pensar que estos músicos no tuvieran oído, sino que se trataba de una argucia comercial orientada a una mejor venta de sus composiciones en una época en la que la impresión de las partituras era muy costosa, y más aún el grabado, razón por la que muchas obras nos han llegado tan sólo en forma de manuscritos.
Los compositores codificaron poco a poco la registración de las obras escritas, y condensaban el concepto en los propios títulos:
- Registro grande o Registros grandes (Grand jeu o Grands jeux): combinación de alto volumen, la más poderosa del órgano clásico francés, empleada en los preludios y en las secciones homofónicas más fuertes de movimientos largos, o complejos, o una cosa y otra. Tradicionalmente, se componía de lengüetería (batterie d'anches), integrada a su vez por bombarda (bombarde), trompeta (trompette) y clarión (clairon), más prestante (prestant), doblete (doublette), y o bien tercia (tierce) o bien corneta (cornet), o bien una y otra. Se tocaba siempre con el órgano mayor o gran manual (Grand Orgue, llamado también Grand Jeu o Grand Corps, y abreviado G o GO). La combinación se empleaba también en preludios que se ejecutaban aislados.

- Registro pequeño (Petit Jeu): versión reducida del grande. Si se tocaba con el positivo, constaba de cromorno (cromorne), prestante (prestant) y tal vez un pequeño juego de tercia (tierce). Si se tocaba con el gran manual, se sustitutía el cromorno por la trompeta. Las fórmulas de estas combinaciones dependían de la potencia del órgano. En principio, si los juegos componentes del registro grande tenían unas medidas de 16'+8'+4', se requería un registro pequeño de 8'+4'; pero si el grande era de 8'+4', el pequeño se había de basar en lengüeta de 8'.

- Diálogo (Dialogue): indicación para una pieza o para un movimiento en que se alternan el registro pequeño y el grande.

- Registro completo (Plein Jeu): principales, flautas, fornituras y címbalos, normalmente sin terceras. A finales del período del órgano clásico francés, se llamaría también Plein Jeu a una mixtura (o lleno) consistente en dos o más alturas en octavas o en quintas. Las más antiguas conocidas son obra del organero François-Henri Cliquot, y se instalaron a principios de la década de 1780. Las dos octavas más agudas suelen sonar algo calantes.[5]

- Dos tiples (Deux Dessus): registración que en principio requiere un órgano de 3 cuerpos. El acompañamiento se llevaba a cabo accionando los fondos con la mano izquierda o con el pedalero, y los solos se ejecutaban en los agudos de dos teclados distintos, cada uno con una registración propia diferente de la del otro y preferentemente contrastada con ella para ayudar a la distinción de las voces, con la mano derecha de manera alterna o con las dos manos simultáneamente. En la música de órgano francesa, el procedimiento de los dos tiples generalmente se reservaba para las composiciones de trío, a diferencia de la española, en la que bien podía emplearse en composiciones de cuarteto.

- Registros suaves (Jeux doux): combinación de registros flautados o de tipo principal, preferiblemente tapados, pero que también podían ser abiertos si el sonido era recogido. Es la que más se empleaba para acompañar pasajes de solo.

- Fondo de órgano (Fond d'orgue): como el anterior, pero enriquecido con todo el flautado; se empleaba para dar una sensación de gravedad, y, combinado con flauta en el pedalero, acompañaba solos en tesitura de contralto (en taille).

- Flautas (Flûtes) o Concierto de flautas (Concert des flûtes): combinaciones de flautados más suaves cuando se empleaban sin más componentes en la registración y sin otras voces.

## Formas musicales
Hasta 1750, las composiciones se pueden organizar en 4 grupos, que se corresponden con las formas musicales más practicadas:
- Noëls variés: piezas basadas en los cantos de Navidad, que se usaban como motivos para la improvisación o para el desarrollo mediante la técnica de la variación. La colección más antigua es obra de Nicolas Lebègue. Otros compositores que practicaron esta forma musical y publicaron ejemplos de ella son Nicolas Gigault (1627 - 1707), André Raison (ca. 1640 - 1719), Pierre Dandrieu (1664 - 1733), Jean-François Dandrieu (1682 - 1738), Louis-Claude Daquin (1694 - 1772), Michel Corrette (1707 - 1795), Claude Balbastre (1724 - 1799), Jean-Jacques Beauvarlet-Charpentier (1734 - 1794), Guillaume Lasceux (1740 - 1831) y Josse-François-Joseph Benaut (ca. 1743 - 1794).

- Misas: seguidos de piezas cortas, normalmente 21 o 22, destinadas a su alternancia con el canto llano de la misa.

- Himnos.

- Suites: seguidos de forma inspirada en los de danzas (que practicaban los organistas por ser también clavecinistas) pero con los aires de las suites profanas sustituidos por otros más adecuados para la oración y la meditación, como preludios, dúos, tríos, diálogos, solos (récits), fugas... A diferencia de lo que ocurriría con las suites de danzas, en las de órgano no se llegaría a fijar el orden de los aires, sino que se trataba más bien de ir forjando un catálogo de piezas variando el modo, la forma, el ritmo y la registración para, combinándolos a voluntad, adaptar la música a las necesidades de la liturgia. Muchos compositores publicarían suites de órgano, incluso ya en el siglo XX. Algunos de esos compositores son Nicolas Lebègue (1631 - 1702), Guillaume-Gabriel Nivers (1632 - 1714), Lambert Chaumont (1645 - 1712), Gilles Jullien (ca. 1650 - 1703), Jacques Boyvin (ca. 1650 - 1706), Louis-Nicolas Clérambault (ca. 1676 - 1749), Jean-François Dandrieu (1682 - 1738), Léon Boëllmann (1862 - 1897), Louis Vierne (1870 - 1937), Maurice Duruflé (1902 - 1986), Jean Langlais (1907 - 1991), Jehan Alain (1911 - 1940) y Denis Bédard (1950).

### Movimientos
A diferencia de los noëls variés, que eran piezas de un solo movimiento, las misas, los himnos y las suites para órgano constaban de varios:
- Preludio (Prélude), Fornitura media o Registro completo (Plein jeu): piezas casi siempre homofónicas, en tiempo binario o cuaternario, para cuya ejecución se hacía uso de registraciones amplias y graves, y que solían emplearse como introducción. Es el único caso en la música clásica francesa en que se desarrolla un verdadero tratamiento armónico sin contrapunto, y a veces hasta sin melodía. Generalmente se trataba de una modulación a 4 voces, y hasta 8, sujetas a veces por un cantus firmus ejecutado con el pedalero y empleando el registro de trompeta.[6]  El registro completo pequeño (Petit Plein Jeu) se tocaba con el positivo; y el grande (Grand Plein Jeu), con el gran manual. En un caso y en otro, la registración constaba de la combinación de los principales y las mixturas.

- Solo (Récit): movimiento en el que una voz que generalmente desarrollaba un tema de coral con variaciones y ornamentación destacaba de las otras mediante el empleo de una registración de solo, usualmente indicada en el propio título del número, en el que a menudo faltaba precisamente la palabra « récit» por razones de simplicidad, y se indicaba en cambio o bien la registración, o bien la posición de la voz solista, o bien ambas cosas. Los registros más comunes entre los empleados para estos solos eran los de cromorno (cromorne), corneta (cornet), tercia (tierce), nasardo (nasard), trompeta (trompette) y voz humana (voix humaine). Algunas soluciones típicas de registro y tesitura eran las siguientes:
  - Agudo de cromorno (Dessus de Cromorne).
  - Tenor o contralto de tercia (Tierce en taille): generalmente de tipo principal, como la sesquiáltera.
  - Bajo de trompeta (Basse de Trompette).

- Eco (Echo): En este tipo de pieza, cada frase musical se repetía de manera más tenue, a modo de eco. El efecto producido se reforzaba a veces mediante el procedimiento que consistía en repetir sólo el final de la frase. Para estas repeticiones, de un tipo y de otro, se contaba con teclados y divisiones de la tubería diseñados para ellas, y llamados también echo cada uno de esos teclados y cada una de esas divisiones.

- Diálogo (Dialogue): movimiento en el que se alternaban constantemente dos registraciones. Nivers distinguía entre Diálogo de solos (Dialogue de récits) y Diálogo de dos coros (Dialogue à deux Chœurs), alternándose en este último el positivo (positif) con el registro grande (grand jeu). También se emprendían diálogos entre más de dos coros: un diálogo a 4 coros podía alternar secciones de positivo, registro grande, solo y pedalero; podía incluir también secciones de eco, como es el caso del Diálogo de 4 coros (Dialogue à 4 Chœurs) de Jacques Boyvin.

- Dúo (Duo): pieza polifónica a dos voces.

- Trío (Trio): pieza polifónica a tres voces. Había dos tipos:
  - Trío de tres teclados (Trio à trois claviers): trío normal ejecutado con dos manuales y el pedalero.
  - Trío de dos tiples (Trio à deux dessus): dos voces con la mano derecha y una con la izquierda.

- Fuga (Fugue): pieza polifónica a 3 o 4 voces, a veces 5, que se adscribía con mayor o menor rigor al estilo imitativo. Esta fuga solía ser un canon a la 5.ª y a la 8.ª y tocarse con el registro grande y el pequeño de tercias más flautas con el pedalero, y a veces con lengüetería. Esta forma musical no experimentó en Francia tanto desarrollo técnico como en Alemania. El nombre de fuga grave (Fugue grave) indicaba una pieza de carácter serio, mientras que el de fuga alegre (Fugue gaie o Fuga gaye) indicaba otra más festiva. En unas pocas ocasiones, algunas fugas a 4 voces recibían el nombre de cuarteto (Quatuor), caso en el que cada voz había de ser tocada en un cuerpo diferente. Nicolas de Grigny cultivaba el arte de la fuga a 5 voces.

### Al final de la época
A finales de esa época, los organistas se permitieron mayor fantasía (sonatas, conciertos, etc.), a menudo en perjuicio del carácter del instrumento.

## Obras perdidas y otras olvidadas
Por entonces, pocos organistas se permitían publicar sus obras, pues resultaba costoso y tal vez de difícil compensación. Solían componer para su propio trabajo, y conservaban los manuscritos, de los que también circulaban copias. Muchas composiciones de cuya partitura sólo había un ejemplar se perdieron con éste, y de muchos de los más prestigiosos organistas de la época no se conservan obras o se conservan muy pocas: son los casos de Pierre Chabanceau de La Barre (ca. 1545 – 1600), Étienne Richard (ca. 1621 – 1669), Jacques Thomelin (1640 - 1693), Jean-Baptiste Buterne (ca. 1650 - 1727) y Guillaume-Antoine Calvière (1685 - 1755).
Uno de los principales compositores de música religiosa del período barroco, Marc-Antoine Charpentier, habla con frecuencia de la inclusión de un órgano en sus obras, pero no se sabe si escribió música para ese instrumento en particular.

## Algunos compositores y algunas obras

### 1.erperíodo: compositores nacidos antes de 1640. El órgano: instrumento de polifonía
- Jehan Titelouze (ca. 1563 - 1633), canónigo titular del órgano de la catedral de Ruan considerado a menudo como el fundador de la escuela francesa.
  - 1624: 12 himnos « con sus fugas y sus cazas» (12 hymnes « avec les fugues et recherches»)
  - 1626: 8 magníficat en todos los tonos eclesiásticos (8 Magnificat dans tous les tons ecclésiastiques)
- Charles Racquet (1598 - 1664), titular del órgano de Notre-Dame de París.
  - Antes de 1634: Una fantasía que aparecería publicada en 1636 en la Harmonía universal (Harmonie universelle) de Marin Mersenne.

- François Roberday (1624 - 1680)
  - 1660: 12 fugas y caprichos.

- Louis Couperin (ca. 1626 - 1661), organista de la iglesia parisina de Saint-Gervais.
  - 1650 - 1659: 70 piezas manuscritas, de las que 45 se hallaron en 1957.

- Nicolas Gigault (1627 - 1707)
  - 1683: 20 noëls variés.
  - 1685: 180 piezas en todos los tonos eclesiásticos (misas, himnos y otras)

- Nicolas-Antoine Lebègue (1631 - 1702), organista titular de la iglesia parisina de Saint-Merry (o Saint-Merri).
  - 1676 - 1.er libro: 8 suites en los 8 tonos eclesiásticos.
  - 1678 - 2º libro: 1 misa y versículos de magníficat en los 8 tonos eclesiásticos.
  - 1685 - 3.er libro: 10 ofertorios, 4 sinfonías, 9 noëls variés, Las campanas (Les Cloches), 8 elevaciones (élévations).

- Guillaume-Gabriel Nivers (ca. 1632 - 1714)
  - 1665 - 1.er libro: 100 piezas en todos los tonos.
  - 1667 - 2º libro: 1 misa y los himnos de la Iglesia.
  - 1675 - 3.er libro: suites de piezas en todos los tonos.

- Jean-Henri d'Anglebert (1635 - 1691)
  - Obras de juventud publicadas en 1689: 1 cuarteto y 5 fugas.

### 2º período: compositores nacidos de 1640 a 1670. Nuevas formas y nuevo estilo.
- André Raison (ca. 1640 - 1719)
  - 1688 - 1.er libro: 5 misas (de los tonos 1º, 2º, 3º, 6º y 8º) y una oferta de eucaristía (offerte d'action de grâces) del 5º tono.
  - 1714 - 2º libro: piezas diversas y 18 noëls variés.

- Lambert Chaumont (ca. 1640 - 1712), sacerdote de Huy (Valonia).
  - 1695 - Un libro: 111 piezas en todos los tonos.

- Gilles Jullien (1650 o 1653 - 1703), organista de la Catedral de Chartres.
  - 1690 - 1.er libro: suites de piezas en todos los tonos.

- Jacques Boyvin (ca. 1650 - 1706), parisino establecido en Ruan, donde sería organista titular de la catedral.
  - 1689 - 1690 - 1.er libro: suites de piezas en todos los tonos.
  - 1700 -  2º libro: suites de piezas en todos los tonos.

- François Couperin[7] (1668 - 1733), organista de la iglesia de Saint-Gervais, de París.
  - 1690 - 1.er libro: Misa de las parroquias (Messe à l'usage des paroisses) y Misa de los conventos (Messe à l'usage des Couvents). Estas dos obras fundamentales se pueden considerar como la síntesis de las misas de los grandes maestros parisinos del órgano.

- Louis Marchand (1669 - 1732).
  - Piezas dispersas, algunas datables en 1696 y otras en 1700, publicadas después de 1740.

- Gaspard Corrette (ca. 1670- antes de 1733), organista de Ruan.
  - 1703 - Misa del 8º tono.

- Nicolas de Grigny (1672 - 1703), activo en Saint-Denis y Reims.
  - 1699 - 1.er libro: 1 misa y 5 himnos.

- Pierre Du Mage (1674 - 1751), activo en San Quintín y en Laon.
  - 1708 - 1.er libro: Suite del 1.er tono (8 números).

- Jean-Adam Guilain (ca. 1680 - después de 1739).
  - 1706 - 4 magníficat.

### 3.erperíodo: elsigloXVIII. El órgano como instrumento de concierto.
- Louis-Nicolas Clérambault (1676 - 1749)
  - 1710 - 1.er libro: 2 suites en los dos primeros tonos.

- Jean-François Dandrieu (1682 - 1738).
  - 1729 - 45 noëls variés, de los que algunos pueden ser obra de su tío: Pierre Dandrieu (1664 - 1733).
  - 1739 (publicación póstuma) - 6 suites (cada una con ofertorio, magníficat y piezas diversas).

- François d'Agincourt (1684 - 1758).
  - Unas 45 piezas manuscritas.

- Louis-Antoine Dornel (1685 - 1765).
  - 1756 - Libro que comprende 3 magníficat, 1 noël varié y una decena de piezas diversas.

- Louis-Claude Daquin (1694 - 1772).
  - 1757 - 12 noëls variés.

- Michel Corrette (1707 - 1795)
  - 1728 - 1.er libro: 4 suites en los 4 primeros tonos.
  - 1750 - 2º libro: 4 suites en los 4 últimos tonos.
  - 1753 - 4 suites de noëls variés.
  - 1756 - 3.er libro: misas, himnos, piezas diversas.
  - 1756 - 6 conciertos para órgano.
  - 1764 - 12 ofertorios.
  - Piezas diversas.

## El órgano en los tiempos de la Revolución
El órgano en los tiempos de la Revolución Francesa:
- Claude Balbastre (1724 - 1799).
  - 1770 - 4 suites de noëls variés, reeditadas por Louis-Claude Daquin.

- Jean-Baptiste Nôtre (1732 - 1807)
  - 8 suites para órgano.

- Jean-Jacques Beauvarlet-Charpentier (1734 - 1793), organista de la catedral de Notre Dame de París desde 1783 hasta 1793.
  - De las obras para órgano del siglo XVII que se han conservado, la de Beauvarlet-Charpentier es la más vasta, y tiene relación con los instrumentos de organeros como los de la familia Clicquot y Jean-Esprit Isnard (1707 - 1781), llamado el hermano Isnard. El corpus incluye 12 cuadernos de piezas para órgano y un libro de noëls, entre otras muchas obras.

- Guillaume Lasceux (1740 - 1831).
  - 1772 -  Diario de piezas para órgano que recoge misas, magníficat y noëls.
  - 1782 - Cuaderno nuevo (Nouveau Journal).
  - 1809 - Ensayo teórico y práctico que ofrece 133 páginas de ejemplos musicales. Se conserva manuscrito.
  - 1819 - Anuario del organista.
  - 1820 - 12 fugas.

- Josse-François-Joseph Benaut (ca. 1743 - 1794)

- Nicolas Séjan (1745 - 1819).
  - Fugas.

Los últimos organistas del siglo XVIII se complacían en imitar los sonidos del trueno y de la tormenta, y ponían empeño en hacer sonar los aires militares y revolucionarios por entonces en boga, como Ah ! ça ira, La Marsellesa y la Canción de la partida. De esa manera, mostraban su oportuna adhesión al nuevo orden y protegían los órganos de los saqueos dirigidos por los revolucionarios. No consiguieron, no obstante, mantener sus subsidios.
Durante todo el período de la escuela francesa entendido en sentido estricto, los oficios de organista y de clavecinista se consideraban el mismo y eran ejercidos por los mismos artistas, por lo que muchos de estos músicos tomaron parte en el desarrollo de la escuela de clavecín de Francia. El arte de tañer un instrumento y el de tañer el otro experimentaron en ese país durante el período barroco desarrollos bastante comparables. El período revolucionario marcaría la desaparición del clavecín y un largo confinamiento del órgano en los dominios del acompañamiento litúrgico, poco adaptado a la estética romántica.

## Resurgimiento a finales delsigloXIX
Los musicólogos coinciden en considerar la Francia de principios del siglo XIX como una travesía del desierto para el órgano. Una de las pocas flores de ese yermo es la obra de Alexandre Boëly.
Serían la renovación de la factura del instrumento por parte de organeros como Aristide Cavaillé-Coll y la de su literatura por parte de organistas como César Franck y los de la nueva generación que le sucedió las que le conferirían nuevo prestigio al introducir su empleo en la era romántica y sinfónica.
Compositores de obras para órgano activos en París durante la época romántica fueron:
- Franz Liszt (1811 - 1886).
- Louis James Alfred Lefébure-Wély (1817 - 1869).
- César Franck (1822 - 1890).
- Alexandre Guilmant (1837 - 1911).
- Charles-Marie Widor (1844 - 1937).
- Eugène Gigout (1844 - 1925).
- Léon Boëllmann (1862 - 1897).

En Francia, la renovación del interés por el órgano se debió también en buena parte al lugar que se le asignó en las óperas románticas. En París, la ópera era el centro de la vida artística, y ocurrió además que, a partir del estreno de la creación de Giacomo Meyerbeer Roberto el diablo (1831), se haría obligada una «escena de órgano» en las obras líricas representadas allí. El renacer de lo gótico, un nuevo interés por el canto gregoriano: estos factores y otros se conjugaron para suscitar un apetito por lo medieval. Como resultado de la moda, se introduciría en la música sacra el estilo teatral, impulsado sobre todo por Louis James Alfred Lefébure-Wély.

## La renovación en elsigloXX
Son precisamente los herederos del movimiento sinfonista quienes consolidarían la reputación de la escuela francesa de órgano y la enriquecerían con la impronta mixta del neoclasicismo y del neosinfonismo, y erigiendo monumentos fundamentales de la historia francesa y mundial del arte organístico.
Los pioneros de esa renovación, Louis Vierne, Marcel Dupré y Charles Tournemire, fueron seguidos inmediatamente por Jehan Alain, Jeanne Demessieux, Olivier Messiaen, Jean Langlais, Maurice Duruflé, Gaston Litaize, Pierre Cochereau, Pierre Pincemaille y muchos otros. Sus estilos han sido calificados alternativamente de posrománticos, neoclásicos, impresionistas. Se puede decir que la escuela organística francesa ha tenido una gran influencia en la obra de los músicos actuales y ha hecho incursión en muchos campos que los nuevos compositores apenas han comenzado a explorar.